# Frederikspolder (Kats)
De Frederikspolder was een polder en een waterschap in de gemeenten Kats en Kortgene op Noord-Beveland, in de Nederlandse provincie Zeeland.
Op 26 februari en 22 maart 1639 kreeg prins Frederik Hendrik, stadhouder, het octrooi voor de bedijking van enkele schorren ten zuiden van de Oud-Noord-Bevelandpolder en de Nieuw-Noord-Bevelandpolder. Door enkele stormen was pas in 1642 was de bedijking een feit. De polder werd vernoemd naar Frederik Hendrik.
Sedert de oprichting van het afwateringswaterschap Stadspolder c.a. in Noord-Beveland in 1872 was de polder hierbij aangesloten.
Op 1 februari 1953 overstroomde de polder. De polder viel op 12 april weer droog.